# Gen Arisawa
Gen Arisawa (有澤玄?, Arisawa Gen; 25 ottobre 1972) è un ex giocatore di football americano e allenatore di football americano giapponese, capo allenatore degli Hosei Orange.

## Palmarès
- 1 Mondiali (1999)
- 2 Rice Bowl (Kajima Deers, 1997[1], 2009[2])